# Pi Mu Epsilon
Pi Mu Epsilon ist ein US-amerikanischer Verein, der sich der Förderung der Mathematik widmet. Er veranstaltet eine gemeinsame jährliche Tagung mit der Mathematical Association of America und veröffentlicht eine zweimal jährlich erscheinende Zeitschrift mit hauptsächlich studentischen Arbeiten.
Er hat Sektionen an akademischen Institutionen, die zumindest einen Bachelor in Mathematik anbieten. Die einzelnen Sektionen können Lehrende und Studierende ihrer Institution zu Mitgliedern wählen, wobei Studierende mindestens zwei Semester Calculus und zwei weitere Kurse in Mathematik absolviert haben und dabei das Äquivalent von zumindest 3.0 auf einer 4-Punkt-Skala erreicht haben sollten.